# Nakayoshi
Nakayoshi (なかよし?  también escrito Nakayosi) es una revista japonesa de manga shōjo publicada por Kōdansha.
Esta revista ha publicado títulos tan famosos como:
- Bishōjo Senshi Sailor Moon
- Candy Candy
- Magic Knight Rayearth
- Cardcaptor Sakura
- Tokyo Mew Mew
- Sugar Sugar Rune
- Jigoku Shōjo
- Kamichama Karin
- Shugo Chara!
- Mermaid Melody Pichi Pichi Pitch
- Mamotte lollipop
- Vampire Dormitory

Hay también una versión publicada en Indonesia. La versión indonesia se publica mensualmente por Elex Media Komputindo.